# Neoplocaederus vadoni
Neoplocaederus vadoni es una especie de escarabajo longicornio del género Neoplocaederus, tribu Cerambycini, subfamilia Cerambycinae. Fue descrita científicamente por Villiers en 1969.

## Descripción
Mide 41-53 milímetros de longitud.

## Distribución
Se distribuye por Madagascar.